# André Obey
André Obey (Douai, França, 8 de maig de 1892 – Montsoreau, a prop del riu Loire, 11 d'abril de 1975) fou un prominent dramaturg durant els anys d'entreguerres, i a la dècada del 1950.
L'obra d'Obey Le Viol de Lucrèce va ser utilitzada per Ronald Duncan per al llibret de l'òpera de Benjamin Britten The Rape of Lucretia.